# سينكيفكا (نقطة تفتيش حدودية)
سينكيفكا (بالأوكرانية: Сеньківка)، هُو معبر حدودي ثلاثي الاتجاهات يقع قرب النقطة الحدودية الثلاثية بين أوكرانيا وروسيا وبيلاروس، على الجانب الأوكراني من هذه الحدود. توجد هذه النقطة الحدودية شمال قرية سينكيفكا في تشرنيهيف أوبلاست شرق أوكرانيا.
في 24 فبراير 2022، عبرت عدة دبابات عسكرية روسية هذا المعبر في خضم الغزو الروسي لأوكرانيا.